# Adolfo Ríos
José Adolfo Ríos García (né le 11 décembre 1966 à Uruapan au Mexique) est un footballeur international mexicain, qui évoluait au poste de gardien de but.

## Biographie

### Carrière en sélection
Avec l'équipe du Mexique, il joue 33 matchs (pour aucun but inscrit) entre 1988 et 2003. 
Il figure dans le groupe des sélectionnés lors des Copa América de 1997 et de 1999. Le Mexique se classe troisième de cette compétition à deux reprises.
Il joue enfin cinq matchs comptant pour les tours préliminaires de la coupe du monde 1998.

## Palmarès
| Club América - Championnat du Mexique (1) : - Champion : 1998 (Invierno). - Coupe des géants de la CONCACAF (1) : - Vainqueur : 2001. |  | Club América - Championnat du Mexique (1) : - Champion : 2002 (Verano). |